# Кузьминов, Василий Иванович
Василий Иванович Кузьминов (1921—1969) — майор Советской Армии, участник Великой Отечественной войны, Герой Советского Союза (1945).

## Биография
Василий Кузьминов родился 28 декабря 1921 года в деревне Красная Степь. После окончания семи классов железнодорожной школы работал слесарем на железной дороге. В сентябре 1939 года Кузьминов был призван на службу в Рабоче-крестьянскую Красную Армию. С августа 1941 года — на фронтах Великой Отечественной войны. В 1942 году Кузьминов ускоренным курсом окончил Киевское пехотное училище. С того же года — на фронтах Великой Отечественной войны. Принимал участие в боях на Западном, Юго-Западном, 4-м и 1-м Украинских, 1-м и 3-м Белорусских фронтах.
К апрелю 1945 года гвардии капитан Василий Кузьминов командовал 47-й гвардейской отдельной разведротой 48-й гвардейской стрелковой дивизии 38-й армии 1-го Украинского фронта. Отличился во время Берлинской операции. С 24 апреля по 9 мая 1945 года рота Кузьминова провела разведку 35 вражеских объектов, уничтожила около 270 солдат и офицеров противника, захватила в качестве трофеев 18 пулемётов, 113 винтовок, 36 автоматов. Кузьминов лично участвовал во всех операциях роты, уничтожил либо взял в плен большое количество вражеских солдат, сумел получить и передать командованию важные сведения о противнике.
Указом Президиума Верховного Совета СССР от 27 июня 1945 года за «образцовое выполнение заданий командования с немецкими захватчиками и проявленные при этом отвагу и геройство» гвардии капитан Василий Кузьминов был удостоен высокого звания Героя Советского Союза с вручением ордена Ленина и медали «Золотая Звезда» за номером 6209.
После окончания войны Кузьминов продолжил службу в Советской Армии. В 1950 году он окончил Ленинградскую высшую офицерскую бронетанковую школу. В 1961 году в звании майора Кузьминов был уволен в запас. Проживал в Бобруйске, работал на Бобруйском машиностроительном заводе. Скоропостижно скончался 14 июля 1969 года, похоронен на Военном кладбище Бобруйска.
Был также награждён двумя орденами Красного Знамени, двумя орденами Отечественной войны 2-й степени, двумя орденами Красной Звезды, рядом медалей.
В честь Кузьминова названа улица и установлен обелиск в Ряжске.